# Eneodes
Eneodes är ett släkte av skalbaggar. Eneodes ingår i familjen långhorningar.
Kladogram enligt Catalogue of Life:
| Eneodes | \| \| Eneodes hirsuta \| \| \| \| \| \| Eneodes viridulus \| \| \| \| |
|         | \| \| Eneodes hirsuta \| \| \| \| \| \| Eneodes viridulus \| \| \| \| |
|         | Eneodes hirsuta                                                       |
|         |                                                                       |
|         | Eneodes viridulus                                                     |
|         |                                                                       |